# Zwischenwasser
Zwischenwasser község Ausztria legnyugatibb tartományának, Vorarlbergnek a Feldkirchi járásában található. Területe 22,63 km², lakosainak száma 3 103 fő (2014. január 1-jén). Három falu alkotja: Muntlix, ami a legnagyobb részt foglalja el a községből, Batschuns és Dafins.

## Fordítás
- Ez a szócikk részben vagy egészben  a   Zwischenwasser című angol Wikipédia-szócikk ezen változatának fordításán alapul.  Az eredeti cikk szerkesztőit annak laptörténete sorolja fel. Ez a jelzés csupán a megfogalmazás eredetét és a szerzői jogokat jelzi, nem szolgál a cikkben szereplő információk forrásmegjelöléseként.